# Jeux paralympiques d'été de 1984
Les Jeux paralympiques d'été de 1984, VIIe Jeux paralympiques d’été, se déroulèrent conjointement à New York du 16 juin au 30 juin 1984 et à Stoke Mandeville du 22 juillet au 1er août 1984. 2900 athlètes venus de 54 pays y prirent part. La ville britannique de Stoke Mandeville avait été la ville d'origine des Jeux de Stoke Mandeville, fondés en 1948, ancêtres des Jeux paralympiques. 
Les Jeux de 1984 marquèrent la première et la dernière fois que les Jeux paralympiques furent accueillis par deux villes hôtes. En outre, il s'agit de la dernière fois que les Jeux paralympiques d'été ne furent pas organisés par la même ville que les Jeux olympiques.
Ces Jeux paralympiques ne sont pas affectés par le boycott qui frappe les Jeux olympiques de Los Angeles quelques semaines plus tard. Au contraire, l'Allemagne de l'Est y participe pour la première fois. L'Union soviétique, qui à cette date n'a encore jamais participé aux Jeux paralympiques, est néanmoins absente.

## Sports pratiqués
16 sports donnèrent lieu à des épreuves. En athlétisme, un marathon pour athlètes en fauteuil roulant se tint pour la première fois.
- Athlétisme
- Basket-ball en fauteuil roulant
- Boccia
- Bowls
- Cyclisme
- Escrime en fauteuil roulant
- Football à 7
- Goal-ball
- Haltérophilie
- Lutte
- Natation
- Snooker
- Tennis de table
- Tir à l'arc
- Tir sportif
- Volley-ball assis

## Tableau des médailles
Trente-huit des cinquante-quatre nations participantes remportèrent au moins une médaille. Les deux pays organisateurs dominèrent nettement la compétition. Les dix nations au sommet du tableau des médailles furent :
- Pays organisateurs :  États-Unis et  Royaume-Uni

| Rang | Nation               | Or  | Argent | Bronze | Total |
| ---- | -------------------- | --- | ------ | ------ | ----- |
| 1    | États-Unis           | 101 | 91     | 84     | 276   |
| 2    | Royaume-Uni          | 75  | 80     | 85     | 240   |
| 3    | Suède                | 51  | 30     | 22     | 103   |
| 4    | Canada               | 48  | 52     | 49     | 149   |
| 5    | Allemagne de l'Ouest | 44  | 42     | 29     | 115   |
| 6    | Pays-Bas             | 44  | 40     | 17     | 101   |
| 7    | France               | 37  | 39     | 23     | 99    |
| 8    | Australie            | 29  | 38     | 26     | 93    |
| 9    | Norvège              | 22  | 24     | 20     | 66    |
| 10   | Danemark             | 22  | 6      | 11     | 39    |

## Para athlètes médaillés
- Gabriele Berghofer
- Chene la Rochelle : deux médailles de bronze en dressage.